# Reed Timmer
Reed Timmer (ur. 17 marca 1980 w Grand Rapids, w stanie Michigan) – amerykański meteorolog i łowca burz. Razem ze swoją ekipą wystąpił w wielosezonowym reality show na Discovery Channel „Dogonić Tornado” (ang. „Storm Chasers”).
Jest założycielem portalu TornadoVideoes.net, na którym publikuje swoje efekty pracy jako łowca burz w postaci filmów. Wcześniej wystąpił w filmie dokumentalnym Tornado Glory w którym szczególnie zyskał popularność. Po zakończeniu „Storm Chasers” wystąpił w internetowym serialu „Tornado Chasers”.

## Życiorys
Timmer zainteresował się pogodą w młodym wieku, kiedy nad jego domem przeszła gwałtowna burza, z której rzekomo spadł grad wielkości piłeczek golfowych. W październiku 1997, nakręcił swój pierwszy film z tornadem. W tym samym roku rozpoczął studia na Uniwersytecie w Oklahomie, na których dostał tytuł licencjata oraz doktora naukowego. W kwietniu 2013 roku, Reed dołączył do amerykańskiej telewizji KFOR-TV w której pełni rolę łowcy burz.